# Фэруэтер, Эрика
Эрика Фэруэтер (англ. Erika Fairweather; род. 31 декабря 2003, Данидин) — новозеландская пловчиха. Чемпионка (400 м вольным стилем, 2024) и неоднократный призёр чемпионатов мира в 50- и 25-метровых бассейнах, чемпионка мира среди девушек (200 м вольным стилем, 2019), участница сборной Новой Зеландии на Олимпийских играх 2020 и 2024 годов.

## Биография
Принадлежит к маорийскому иви Нгаи Таху. Родилась и выросла в Данидине. Начала учиться плаванию в раннем детстве, в 10 или 11 лет перешла в соревновательную группу. Тренировалась в клубе «Нептун» (Данидин) у Ларса Хьюмера и Курта Кросланда.
В 2018 году впервые приняла участие в международных соревнованиях — юношеских Тихоокеанских играх и юношеских Олимпийских играх. На Тихоокеанских играх финишировала седьмой на дистанции 200 м вольным стилем и четвёртой на дистанции 400 м вольным стилем, в обоих случаях улучшив национальные рекорды для своей возрастной группы.
На чемпионате Новой Зеландии 2019 года улучшила национальные рекорды для возрастной группы до 15 лет на всех дистанциях вольным стилем от 100 до 800 м, в том числе рекорд на дистанции 400 м вольным стилем, установленный Ребеккой Перротт ещё на Олимпийских играх 1976 года. Была включена в состав национальной сборной на чемпионат мира, где участвовала в индивидуальных заплывах на 200 и 400 м вольным стилем и в эстафете 4×200 м вольным стилем. Помимо взрослого, участвовала также в юношеском чемпионате мира в Будапеште, где завоевала золото на дистанции 200 м вольным стилем.
На Олимпиаде в Токио была самой молодой участницей новозеландской сборной по плаванию. В предварительных заплывах на дистанции 400 м вольным стилем установила новый национальный рекорд (4.02,28) и пробилась в финал, где в итоге заняла 8-е место. В 2022 году провела в Европе 10 недель с целью участия в чемпионате мира в Будапеште и Играх Содружества в Бирмингеме. На обоих соревнованиях пробивалась в финал (6-я на дистанции 400 м вольным стилем на чемпионате мира, 4-я на 400 м и 5-я на 200 м на Играх Содружества), в промежутке переболела COVID-19. На чемпионате мира на короткой воде, проходившем в декабре в Мельбурне в отсутствие ряда ведущих соперниц, новозеландка завоевала две серебряных медали — на дистанциях 400 и 800 м вольным стилем.
В марте 2023 года на чемпионате Южного острова на длинной воде побила свой национальный рекорд на дистанции 400 м вольным стилем и державшийся с 2016 года рекорд Лорен Бойл на вдвое более короткой дистанции, показав время соответственно 4.00,97 и 1.56,73. В апреле на Открытом чемпионате Новой Зеландии снова улучшила оба рекорда (4.00,62 на 400 м и сначала 1.55,63, а затем 1.55,44 на 200 м). В июле на чемпионате мира в Фукуоке Фэруэтер с результатом 3.59,59 стала пятой в истории спортсменкой, «выплывшей» из 4 минут на дистанции 400 м вольным стилем, и завоевала бронзовую медаль, уступив только Ариарн Титмус и Кэти Ледеки. По итогам сезона стала лауреатом Спортивной премии маори.
В феврале 2024 года на чемпионате мира в Дохе, снова в отсутствие ведущих конкуренток, завоевала золотую медаль в своём лучшем виде — 400 м вольным стилем, где с результатом 3.59,44 опередила китаянку Ли Бинцзе. Фэруэтер стала первой новозеландкой, победившей на чемпионатах мира по водным видам спорта. Позже на этих же соревнованиях она стала серебряным призёром на дистанции 200 м вольным стилем и бронзовым на 800 м вольным стилем, а в эстафете 4×200 м вольным стилем помогла сборной Новой Зеландии установить новый национальный рекорд. На Олимпийских играх в Париже стала финалисткой на дистанциях 200, 400 и 800 м вольным стилем, а также со сборной Новой Зеландии в эстафете 4×200 м вольным стилем. Лучший индивидуальный результат — 4-е место на 400 м вольным стилем.